# Luis Antonio Sánchez Armijos
 Luis Antonio Sánchez Armijos SDB (Olmedo, 27 de julio de 1943), es un eclesiástico católico ecuatoriano. Fue obispo de Machala, desde 2010 hasta su renuncia en 2012.

## Biografía
Nació el 27 de julio de 1943, en Olmedo (en ese entonces parroquia del Cantón Paltas), Loja.
Realizó su formación primaria en su pueblo natal. Luego, ingresó como aspirante en el Colegio Orientalista Salesiano de Cuenca. 
Realizó los estudios de Filosofía en el Instituto Superior Salesiano di Quito, y de Teología en la Pontificia Universidad Católica del Ecuador y la Pontificia Universidad Católica de Chile (1971-1974).
En 1977, fue enviado a estudiar en la Universidad Pontificia Salesiana (UPS) de Roma, donde obtuvo el doctorado en Teología dogmática en 1980.

### Vida religiosa
En 1962, ingresó en el noviciado en la Congregación de los Salesianos. Realizó su primera profesión de votos religiosos el 16 de agosto de 1963, y la profesión solemne el 1 de agosto de 1969, en Quito.
Su ordenación sacerdotal fue el  31 de enero de 1975, en Quito.
Como sacerdote desempeñó los siguientes ministerios:
- Inspector del Aspirantado Salesiano de Cayambe.
- Asistente en el Colegio Técnico Salesiano de Cuenca.
- Encargado de los estudios del Aspirantado Salesiano de Cumbayá.[4]
- Responsable de los novicios ecuatorianos en el Noviciado Internacional Salesiano de Rionegro (Colombia).
- Profesor y director del Teologado Salesiano en Quito.
- Miembro del Consejo de Inspectoría.
- Vicario Provincial.[5]
- Profesor de la Facultad de Teología de la Pontificia Universidad Católica del Ecuador (PUCE).
- Inspector de la Provincia Salesiana del Ecuador.[4]
- Subdirector del Centro Regional Salesiano de Formación Permanente para la Región Interamericana.
- Vicario y ecónomo de la comunidad del Posnoviciado de Quito (2000-2002).
- Profesor de la Facultad de Ciencias Religiosas, en la Universidad Politécnica Salesiana (UPS) de Quito (2000-2002).[2]

### Episcopado
El 15 de junio de 2002, el papa Juan Pablo II lo nombró obispo de Tulcán. Fue consagrado el 27 de julio del mismo año, a manos del cardenal Antonio González Zumárraga.
- Secretario general de la Conferencia Episcopal Ecuatoriana (2005-2008).
- Presidente de la Comisión episcopal para el Magisterio de la Iglesia (2008-2011).[4]

El 22 de febrero de 2010, el papa Benedicto XVI lo nombró obispo de Machala.
El 25 de junio de 2012, presentó su renuncia por motivos de salud; en conformidad al canon 401 § 2, establecido en el Código de Derecho Canónico. El 22 de octubre siguiente, el papa Benedicto XVI aceptó su renuncia como obispo de Machala; nombrando a un administrador apostólico al mismo tiempo.